# Syzygium khasianum
Syzygium khasianum är en myrtenväxtart som först beskrevs av John Firminger Duthie, och fick sitt nu gällande namn av Nambiyath Puthansurayil Balakrishnan. Syzygium khasianum ingår i släktet Syzygium och familjen myrtenväxter.
Artens utbredningsområde är Assam (Indien). Inga underarter finns listade i Catalogue of Life.